# Distretto di Bağlar
Il distretto di Bağlar (in turco Bağlar ilçesi) è uno dei distretti della provincia di Diyarbakır, in Turchia.